# Parque nacional de Orang
El Parque Nacional de Orang es un parque nacional indio, ubicado en la orilla norte del río Brahmaputra en los distritos de Darrang y Sonitpur de Assam. Se puede visitar el parque entre los meses de noviembre a marzo. Se extiende por una superficie de 78,81 kilómetros cuadrados. 
Fue establecido como un santuario en 1985 y declarado parque nacional el 13 de abril de 1999. Es también conocido como el "pequeño parque nacional de Kaziranga (un lugar IUCN) puesto que ambos parques tienen un paisaje similar formado por pantanos, corrientes y praderas. El parque tiene una rica flora y fauna, incluyendo el gran rinoceronte indio, jabalí enano, elefantes, búfalo de agua salvaje y tigres de Bengala. Es el único lugar refugio del rinoceronte al norte del Brahmaputra.

## Historia
El parque ha tenido una historia de ocupación con altibajos. Hasta 1900, estuvo habitada por tribus locales. Debido a una enfermedad epidémica, la población tribal abandonó la zona. Sin embargo, en 1919 los británicos declararon la "reserva de caza de Orang" por resolución N.º 2276/R datada el 31 de mayo de 1915. La reserva de caza pasó a control del ala de la vida salvaje del Departamento Forestal del Estado para reunir los requisitos del Proyecto Tigre. Se estableció como un santuario de la vida salvaje en 1985, por resolución n.º FRS 133/85/5 de 20 de septiembre de 1985. Pero en 1992, el parque fue rebautizado como "Santuario de la vida salvaje Rajiv Gandhi" pero esta acción tuvo que deshacerse debido a la presión pública en contra del cambio de nombre. Finalmente, el santuario fue declarado como parque nacional en 1999 por resolución n.º FRW/28/90/154 el 8 de abril de 1999.

## Flora
El parque tiene una rica vegetación de bosques, plantas acuáticas y no acuáticas. Las especies boscosas son el algodonero rojo, sisu, Sterculia villosa, Trewia nudiflora, azufaifo y la Litsaea polyantha. Entre las especies de pradera no acuática las más destacadas son el carrizo, la caña común, Imperata cylindrica y Saccharum spp. Las especies de plantas/hierbas acuáticas que se encuentran son: Andropogon spp., Ipomoea reptans, Enhydra fluctuans, Nymphaea spp. y el jacinto de agua común (Eichornia spp).

## Fauna

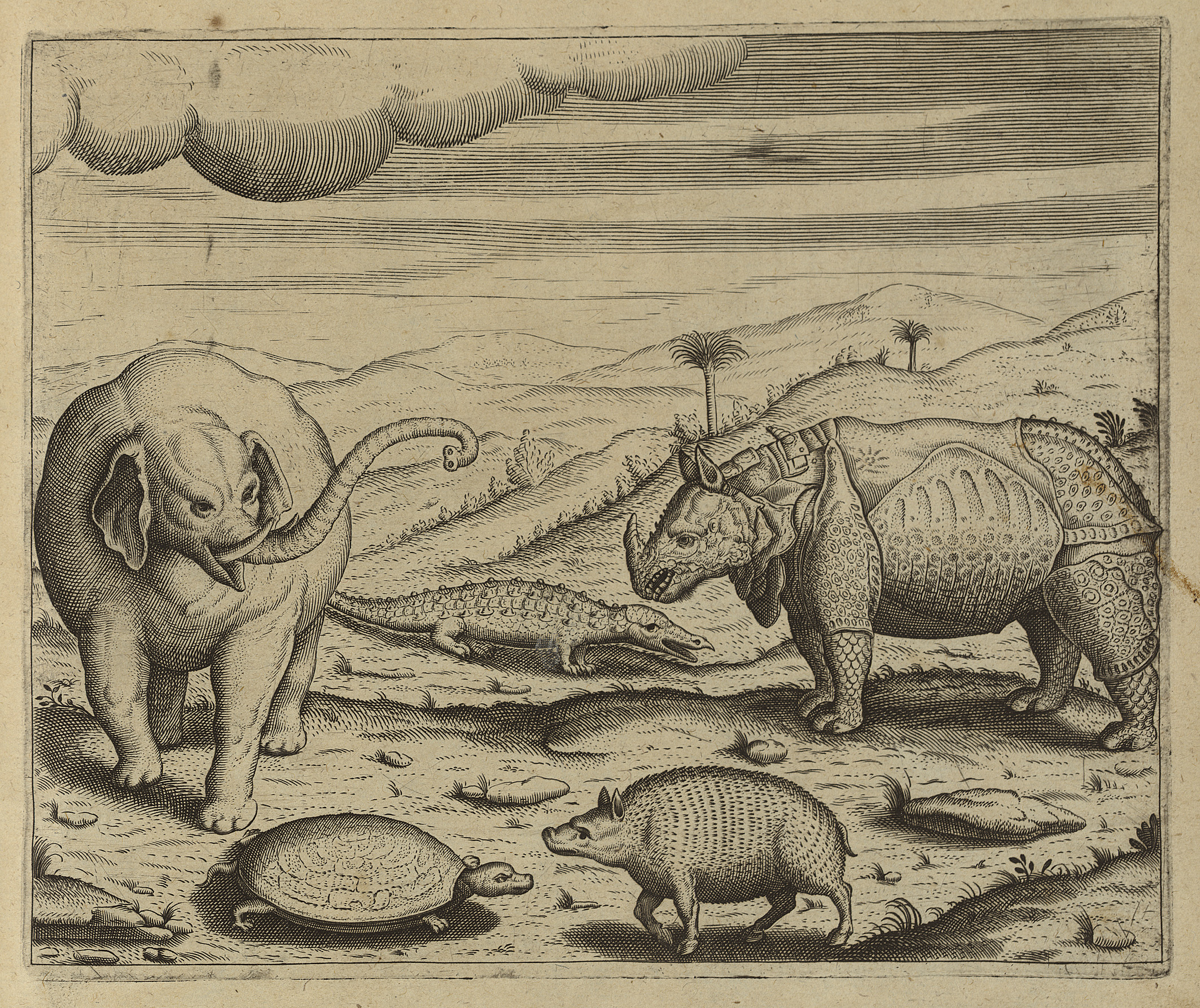
Un dibujo de elefante, rinoceronte y jabalí enano (Porcula salvania) (un animal en peligro).

Entre los mamíferos encontrados aquí podemos mencionar el rinoceronte indio (68 en el último censo), que es la especie dominante del parque nacional, las otras especies claves que comparten el hábitat son el tigre de Bengala (Panthera tigris tigris), el elefante asiático, el jabalí enano, el ciervo porcino y el jabalí. Algunas importantes especies de las categorías "en epligro" y "en situación crítica" son las siguientes. 
El jabalí enano, un cerdo salvaje de pequeño tamaño, está en situación de peligro crítico, C2a(ii) ver 3.1 de la lista de la IUCN, y está limitado a alrededor de 75 animales en cautividad, confinados en unas pocas ubicaciones en y alrededor del noroeste de Assam, incluyendo este parque nacional de Orang, donde ha sido introducido. Otros mamíferos documentados son el delfín del Ganges ciego, el pangolín indio, macaco Rhesus, puercoespín de Bengala, zorro de Bengala, civeta enana, nutria, gato de Bengala (Prionailurus bengalensis), gato pescador (Felis viverrina) y gato de la jungla (Felis chaus).
El tigre de Bengala está categorizado como especie en peligro en la Lista Roja de la IUCN (IUCN, 2008), con una población calculada de alrededor de 19 (fuente de los datos: Forest Department of Assam; censo del año 2000, basada en las huellas que dejan los animales) en el parque.
El rinoceronte indio (Rhinoceros unicornis) aunque está bien conservado ahora en muchos parques nacionales y en cautividad, aún está incluido dentro de la Lista Roja de la IUCN y su población se calcula en 68, en el censo llevado a cabo por el departamento forestal, en 2006.
Hay más de 50 especies de peces documentadas en el río y en los canales que fluyen por el parque. 

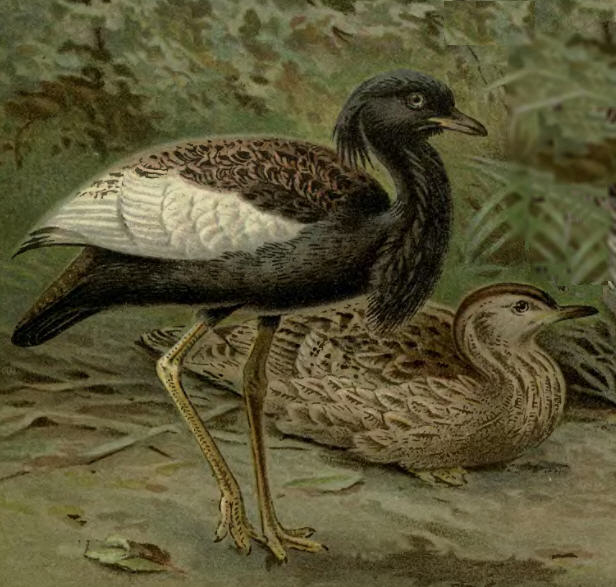
Sisón bengalí, una especie amenazada que se conserva en el parque.

En cuanto a las aves, aquí se puede encontrar ejemplares del sisón de Bengala, que está en la lista de especies amenazadas de la lista de la IUCN; es una de las especies señeras del parque con una población de 30-40 (documentada la segunda mayor concentración según la Bombay Natural History Society (BNHS). Un gran número de aves acuáticas también es encontrada en esta área. El parque es también famoso por sus aves migratorias que vienen desde sitios tan lejanos como América, como los pelícanos blancos. 
El parque es el hogar de una variedad de aves migratorias, acuáticas, depredadores, carroñeros y de caza menor. 47 familias de Anatidae, Accipitridae, Addenda y Ardeiae se encuentran en el parque, con un máximo número de especies. 222 especies de aves se han documentado hasta la fecha, algunas de las cuales son: pelícano oriental (Pelecanus philippensis), pelícano común, jabirú asiático (Ephippiorhynchus asiaticus), marabú argala (Leptoptilos dubius), marabú menor (Leptoptilos javanicus), tarro canelo (Tadorna ferruginea), ánade friso (Anas strepera), ánade real (Anas platyrhynchos), ánade rabudo (Anas acuta), bucerótidos, pigargo de Pallas (Haliaeetus leucoryphus), martín pescador y pájaro carpintero, además de aves del bosque y la pradera. 
Entre los reptiles, se encuentran siete especies de tortugas, de las cuales variedades como la Lissemys punctata, Kachuga tecta son comunes. Entre las especies, pitones y cobras están documentadas aquí. La pitón de la India, la Bungarus niger, cobra real, cobra, varano son los reptiles que se encuentran aquí.